# 岩見吉朗
岩見 吉朗（いわみ よしあき）は、日本の漫画原作者、ライター。別ペンネームに久部 緑郎（くべ ろくろう）や義凡など。

## 経歴
1965年、秋田県生まれ。新潟大学法学部を卒業後、某一部上場会社に就職するが過酷な労働環境から退職し、広告営業としてロッキング・オンに入社する。
その後、編集のほうが向いているとの会社判断から、ロッキング･オン編集部に異動し、約3年間を過ごす。ロックについての原稿を書く音楽雑誌編集者として過ごしたのちに独立し、文化、スポーツ全般を手がけるフリーライターに転身する。三十代半ばごろ、マンガ原作者となる。京都精華大学マンガ学部マンガプロデュース学科講師を務める。

## 作品リスト

### 漫画原作
「久部緑郎」名義
- ラーメン発見伝（作画：河合単、『ビッグコミックスペリオール』1999年23号 - 2009年15号、全26巻）
- らーめん才遊記（作画：河合単、『ビッグコミックスペリオール』2009年17号 - 2014年5号、全11巻）
  - らーめん再遊記（作画：河合単、原作協力：石神秀幸、『ビッグコミックスペリオール』2020年5号 - 連載中、既刊12巻）

- 三十歳バツイチ無職、酒場はじめます。（作画：トリバタケハルノブ、監修：大久保一彦、『グランドジャンプPREMIUM』2017年1月号、2017年5月号 - 2018年11月号、『グランドジャンプ』2018年2号 - 2018年4号、全2巻）- 短編読み切りから連載化、『グランドジャンプ』では出張集中連載
- 味いちもんめ 継ぎ味（原案：あべ善太、漫画：倉田よしみ、『ビッグコミックスペリオール』2019年2号 - ） - ストーリー協力
- 文豪ガストロノミー（作画：松本渚、『グランドジャンプむちゃ』2021年5月号） - 読み切り
- 麺極道リュウジ!!（漫画：堀内祥吾、『グランドジャンプむちゃ』2022年7月号） - 読み切り
- 文豪ナツメは料理人が嫌い（作画：松本渚、『COMIC Hu』2022年7月配信 - ）

「義凡」名義
- ヴィルトゥス（作画：信濃川日出雄、『ビッグコミックスピリッツ』2008年17号 - 2009年27号、全5巻） - 第一部
  - 古代ローマ格闘暗獄譚SIN（作画：信濃川日出雄、『月刊!スピリッツ』初号（2009年10月号） - 2011年11月号、全6巻） - 第二部

- KILLIN-JI 新覇王傳 孫策（漫画：L.DART、『月刊!スピリッツ』2011年4月号 - 2011年8月号、全1巻） - 脚本協力担当
- 天威無法－武蔵坊弁慶－（作画：武村勇治、『月刊ヒーローズ』2013年2月号 - 2017年7月号、全9巻） - 連載前の仮タイトルは『弁慶（仮）』

### 単著
「岩見吉朗」名義
- 『マンガ原作発見伝』（朝日新聞出版、2011年6月17日発売、ISBN 978-4-02-214067-8） - 本人による自伝
- 『マンガだからわかりやすい あなたの家族を守るための放射能の教科書』（イラスト：シュガー佐藤、朝日新聞出版、2011年8月9日発売、ISBN 978-4-02-272408-3）